# Весна (фільм, 1947)
«Весна» — радянський кінофільм в жанрі музичної комедії з елементами наукової фантастики, знятий в 1947 році режисером Григорієм Александровим. Зйомки велися в Москві і в Чехословаччині на кіностудії «Баррандов».

## Сюжет
Режисер Аркадій Громов для свого майбутнього фільму вирішує ближче познайомитися з життям вчених, — як йому спочатку здається, «самітників», що відріклися від усього земного, — і з цією метою приходить в інститут Сонця. Актриса театру Віра Шатрова, як близнюк, схожа на свою героїню — вчену інституту Ірину Нікітіну. Вірі не без коливань дають роль науковиці, але проблема у тому, що вона грає в опереті, і її затвердили у ній на головну роль, тим самим позбавивши шансу зніматися у кіно. Виходить так, що вона повинна в один день бути і на репетиції в театрі, і в кіностудії. Вихід підказує асистент режисера Громова — потрібно умовити Ірину Нікітіну замінити Віру на кіностудії. Вчену з трудом вмовляють і вона, приїхавши до студії, погоджується гримуватися. При читанні сценарію Нікітіна обурюється ходульним образом вчених. Громов внутрішньо погоджується і вирішує краще вивчити роботу вчених і поїхати в інститут Сонця на екскурсію. В цей же час Віра виявляється змушена замінювати Ірину Нікітіну серед колег-професорів. Виникають різні комічні ситуації, але ніхто не помічає «підміни», навіть Віктор Рощин — близький знайомий Віри, який вважає її Нікітіною. Аркадій Громов, побувавши в інституті Сонця, змінює свої погляди на вчених і вирішує переробити сценарій майбутнього фільму. Ірина Нікітіна теж дізнається багато цікавого про роботу кінематографістів. Але все ж плутанина залишається: Громов гуляє нічною Москвою з Нікітіною, вважаючи, що це — Віра Шатрова, а Віктор Рощин приймає Віру за Ірину Нікітіну. В кінці фільму обидві героїні опиняються перед Громовим. Вони пропонують йому вказати, хто з них — Віра Шатрова, а хто — Ірина Нікітіна. Громов з натхнення серця вірно вказує на Ірину Нікітіну, і плутанина зникає.

## У ролях
- Любов Орлова — Ірина Петрівна Нікітіна, вчений в інституті Сонця / Віра Георгіївна Шатрова, артистка театру оперети
- Микола Черкасов — Аркадій Михайлович Громов, кінорежисер
- Михайло Сидоркин — Віктор Семенович Рощин, журналіст
- Фаїна Раневська — Маргарита Львівна, економка Ірини Петрівни
- Ростислав Плятт — Василь Григорович Бубенцов, науковий консультант, завгосп інституту
- Микола Коновалов — Леонід Максимович Мухін, асистент Громова
- Тетяна Гурецька — Тетяна Іванівна, асистент Громова
- Рина Зелена — гример кіностудії
- Борис Петкер — Акакій Абрамович, директор театру оперети
- Галина (Ґарен) Жуковська — прима оперети
- Василь Зайчиков — Іван Миколайович Мельников, професор
- Олексій Балакін — вчений
- Валентина Телегіна — науковий співробітник інституту
- Михайло Трояновський — науковий співробітник інституту
- Аркадій Цинман — науковий співробітник інституту
- Володимир Голубин — концертний номер
- Надія Казанцева — концертний номер
- Віра Красовицька — концертний номер
- Людмила Лєгостаєва — концертний номер
- Наталія Михайлова — концертний номер
- Степан Балашов — епізод
- Борис Свобода — епізод
- Олександр Хвиля — актор, який грає генерала (немає в титрах)
- Георгій Віцин — актор, що репетирує роль Гоголя (немає в титрах)
- Олексій Консовський — актор, що репетирує роль Гоголя (немає в титрах)
- Лев Фенін — актор Фенін (немає в титрах)
- Сергій Антимонов — професор (немає в титрах)
- Іван Бобров — Овечкін (немає в титрах)
- Олександра Данилова — асистентка гримера (немає в титрах)
- Георгій Юматов — асистент гримера (немає в титрах)
- Всеволод Ларіонов — освітлювач (немає в титрах)
- Анатолій Дудоров — працівник кіностудії (немає в титрах)
- Клавдія Коробова — працівниця кіностудії (немає в титрах)
- Галина Фролова — гостя професора Мельникова (немає в титрах)
- Василь Бокарєв — військовий (немає в титрах)
- Марія Яроцька — тітка Паша, домробітниця (немає в титрах)
- Манефа Соболевська — перехожа (немає в титрах)
- Марина Фігнер — перехожа (немає в титрах)
- Лев Іванов — епізод (немає в титрах)
- Любов Каштанова — епізод (немає в титрах)

## Знімальна група
- Автори сценарію — Григорій Александров, Олександр Раскін, Моріс Слободськой
- Режисер-постановник — Григорій Александров
- Оператор — Юрій Єкельчик
- Композитор — Ісаак Дунаєвський
- Тексти пісень — Василь Лебедєв-Кумач, Михайло Вольпін
- Текст маршу — Сергій Михалков
- Художники — Костянтин Єфімов, Володимир Каплуновський
- Балетмейстери — Касьян Голейзовський, Галина Шаховська
- Звукооператор — В'ячеслав Лещєв
- Другі режисери — Ірина Вульф, Єва Ладиженська
- Комбіновані зйомки — Григорій Айзенберг
- Художник по костюмах — Костянтин Єфімов
- Балет Великого театру
- Хор ансамблю ЦБКЗ
- Оркестр Міністерства кінематографії СРСР